# Tulipa kopetdaghensis
Tulipa kopetdaghensis là một loài thực vật có hoa trong họ Liliaceae. Loài này được B.Fedtsch. ex Czerniak. miêu tả khoa học đầu tiên năm 1927.